# Renault na Fórmula 1
A Renault tem estado envolvida na Fórmula 1 tanto como construtor e fornecedor de motores em vários períodos desde 1977. Em 1977, a empresa entrou nessa categoria como construtor, através da Equipe Renault Elf sob licença francesa e, com a equipe introduzindo o motor turbo na Formula 1 em seu primeiro carro, o Renault RS01. Em 1983, a Renault começou a fornecer motores para outras equipes. Embora mesmo com a equipe Renault ganhando corridas e competindo por títulos mundiais, ela se retirou da competição no final de 1985. No entanto, a Renault continuou fornecendo motores para outras equipes até 1986, depois, novamente entre 1989 e 1997.
A Renault retornou à Fórmula 1 em 2000, quando adquiriu a equipe baseada em Enstone, Oxfordshire no Reino Unido, a Benetton Formula (anteriormente Toleman Motorsport), uma equipe que havia ganhado o mundial de pilotos em 1994 e ambos os mundiais de pilotos e construtores em 1995. Em 2002, a Renault rebatizou a equipe para Renault F1 Team e começou a usar a nomenclatura "Renault" como nome de construtor e passou a competir sob uma licença francesa. Posteriormente, ganhou os dois mundiais de pilotos e de construtores em dois anos consecutivos, em 2005 e 2006.
A Renault vendeu 75% da equipe a Genii Capital no final de 2009 e, no final do ano seguinte, os 25% restantes de ações da equipe foram adquiridos pela Genii Capital, que através de um acordo com o Grupo Lotus e a Renault, a equipe competiu a temporada de 2011 sob uma licença britânica e com o nome comercial de Lotus Renault GP, mas manteve a nomenclatura "Renault" como seu nome de construtor. No final daquele ano, a empresa francesa, também, anunciou a criação da Renault Sport F1 para fornecer motores e tecnologia a seus clientes a partir de 2011. Em 2012, a equipe mudou seu nome de construtor para "Lotus" — deixando a Renault apenas como seu fornecedor de motores. Encerrando assim a segunda era do time francês — e operou como Lotus F1 Team até o final de 2015, quando retornou ao controle da Renault como sua equipe de fábrica e passando a operar como Renault Sport Formula One Team a partir da temporada de 2016. Com isso, a Renault iniciou sua terceira era como construtor na Fórmula 1. Para a temporada de 2019, o nome "Sport" foi removido do título oficial da equipe. A equipe foi rebatizada para Alpine para disputar a maior categoria do automobilismo mundial a partir da temporada de 2021, com a Renault permanecendo na Fórmula 1 como fornecedora de motores.

## História

### Começo

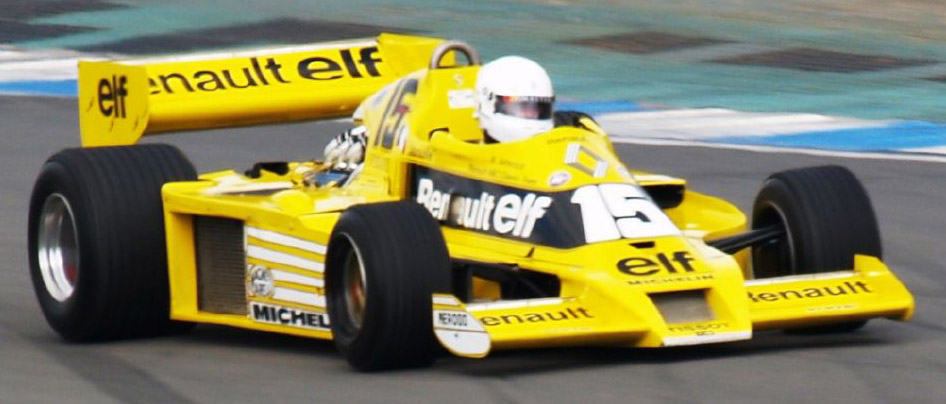
Modelo RS01 utilizado na temporada de.

O primeiro envolvimento da Renault na Fórmula 1 foi feito pela subsidiária Renault Sport. A Renault fez sua estreia na categoria máxima do automobilismo no Grande Prêmio da Grã-Bretanha de 1977 e, também, participou das últimas cinco corridas de 1977 com Jean-Pierre Jabouille em seu único carro. O Renault RS01 era bem conhecido por seu motor Renault-Gordini turbo V6 1.5 L, o primeiro motor turbo usado regularmente na história da Fórmula 1. O carro e o motor de Jabouille se mostraram pouco confiáveis e se tornaram uma espécie de piada durante as primeiras corridas, ganhando o apelido de "Bule Amarelo" e não conseguindo terminar nenhuma de suas corridas apesar de serem extremamente potentes.
A empresa francesa marcou seus primeiros e únicos quatro pontos em 1978 com Jabouille no GP dos Estados Unidos. No campeonato de 1979, além de Jabouille, a equipe contou com o piloto René Arnoux. Nesta temporada, a equipe conquistou a primeira vitória na Fórmula 1 no GP da França com Jabouille e para completar a festa com Arnoux em 3º lugar. Em 1981, a equipe contou com o piloto Alain Prost. Na temporada de 1982 no GP da França. a Renault obteve a primeira vitória com dobradinha: Arnoux (vencedor) e Prost (2º colocado). A temporada de 1983, tanto Prost e a Renault ficaram com o vices no campeonato de pilotos e de equipes respectivamente. Também no campeonato de 1983, a empresa francesa forneceu motores para a equipe Team Lotus, Ligier em 1984 e Tyrrell em 1985 e que marcou a despedida da empresa francesa como equipe, porém continuou fornecendo motores para as três equipes citadas até 1986. Ainda em 1985, a equipe de Viry-Châtillon obteve a primeira vitória como fornecedora e foi no GP de Portugal com Ayrton Senna.

### Fornecedora de motores

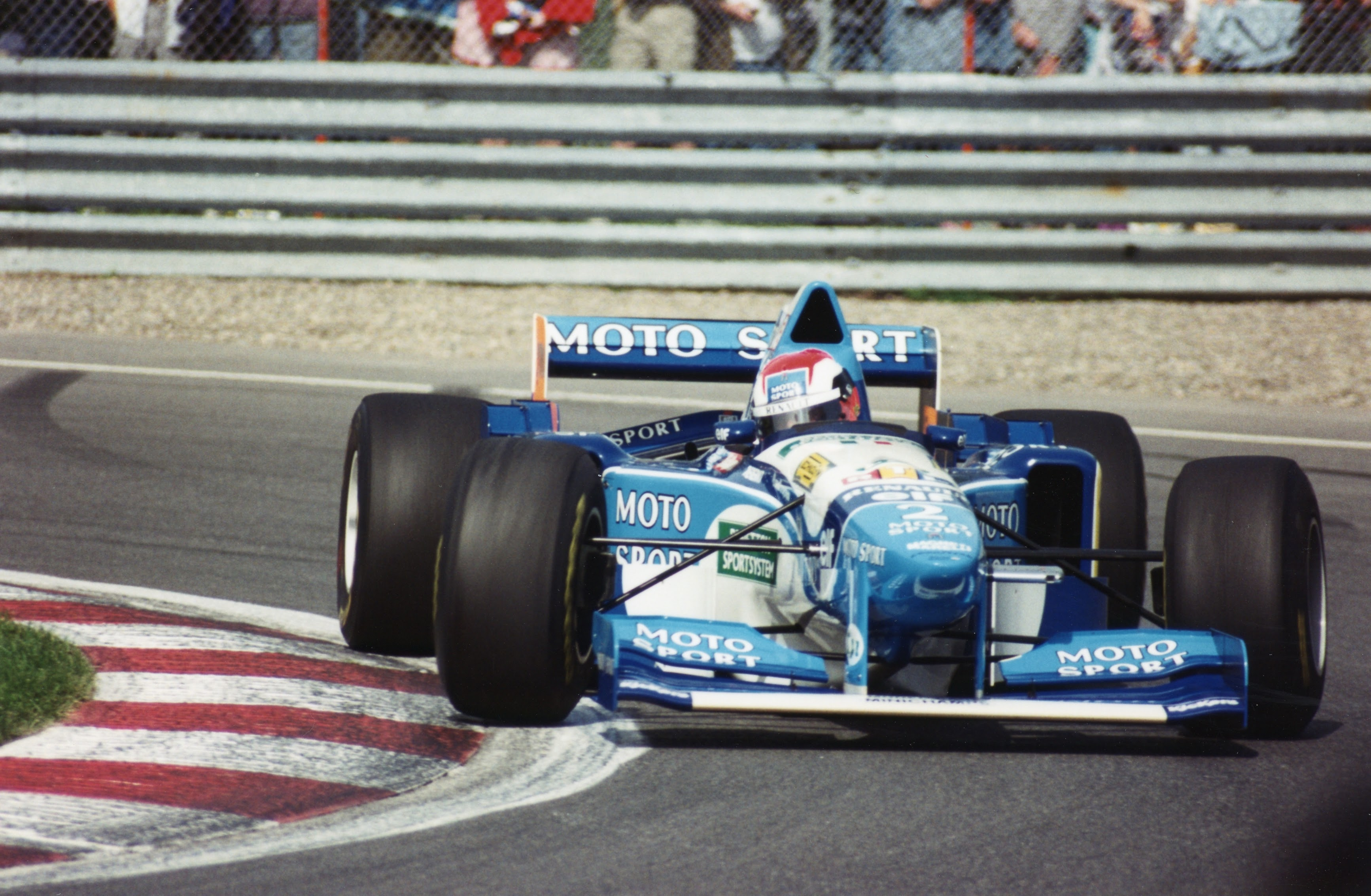
Johnny Herbert pilotando modelo da Benetton Formula durante o Grande Prêmio do Canadá de 1995. A Renault forneceu motores para equipe neste ano.

A Renault retornou a Fórmula 1 em 1989, fornecendo motores para a equipe Williams. Dessa união conquistaram 5 títulos de construtores (1992, 1993, 1994, 1996 e 1997) e 4 títulos de pilotos, com Nigel Mansell (92), Alain Prost (93), Damon Hill (96) e Jacques Villeneuve (97). A Renault forneceu motores também para as equipes Ligier (1992 a 1994) e Benetton (1995 a 1997), conquistando o mundial de pilotos com Michael Schumacher e o de construtores no ano de 95, ambos com a Benetton. Retirou-se mais uma vez das pistas no final de 1997.

### A volta como equipe

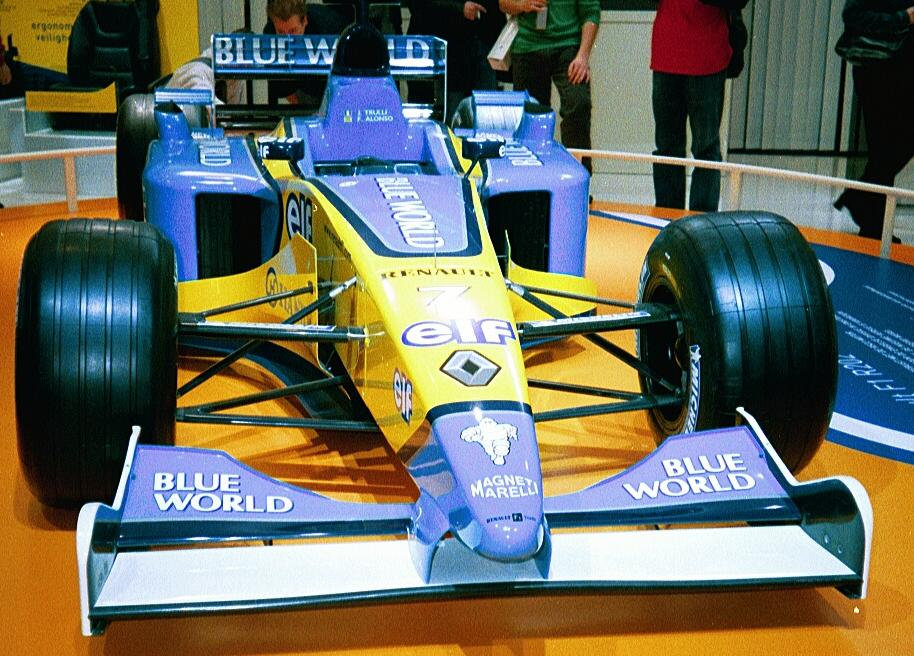
Modelo R202 da temporada.

No início de 2000, a Renault anuncia a sua volta para a Fórmula 1, através da compra da equipe Benetton, mas mantendo o nome da equipe por mais uma temporada. 17 anos depois, na temporada de 2002, a Renault volta a ter uma equipe oficial na Fórmula 1 e tendo como pilotos: Jarno Trulli e Jenson Button. Em 2003, contrata o piloto Fernando Alonso para o lugar de Button. Alonso conquista a primeira vitória na carreira e duas poles da equipe após seu retorno a Fórmula 1, tornando o mais jovem piloto a obter uma vitória e uma pole na história da categoria até então.
Os anos de ouro da equipe francesa começaram no campeonato de 2005 obtendo 8 vitórias e 7 poles e a conquista do desejado primeiro título de construtores na sua história como equipe oficial e o de pilotos com Fernando Alonso. Em 2006 a equipe repetiu o feito apesar da grande dificuldade de superar os carros da equipe Ferrari que recuperaram desempenho comparado a 2005.
A partir de 2007, a equipe Renault perdeu o patrocínio da fabricante japonesa de cigarros Mild Seven, em parte pelas leis de proibição de patrocínio de cigarros, passando a ser o grupo financeiro holandês ING, que é avaliado em 71,3 bilhões de euros, o principal investidor da equipe.  A equipe perdeu a clássica cor amarelo azul passando para as azul e laranja nesta temporada.
Após a decepcionante temporada anterior, a Renault traz para 2008, o bicampeão Fernando Alonso, retornando a equipe, e o estreante Nelson Ângelo Piquet. O R28, modelo preparado para temporada, enfrentou muitos problemas aerodinâmicos e no motor, parecidos com o R27 na primeira metade do campeonato. Mas na 2ª fase do campeonato, a equipe não só melhorou, como conseguiu duas vitórias e um 2º lugar com Alonso e um 2º com Nelsinho Piquet.
Para a temporada de 2009, a dupla foi mantida, mas os resultados não foram melhores, Alonso obteve apenas o 3º lugar em Singapura como melhor resultado da equipe no ano. Piquet não pontuou, e foi substituído na décima primeira etapa, pelo piloto de testes da equipe, o francês Romain Grosjean, que até o momento disputava o campeonato de GP2 Series. Sem poder testar antes de correr, Grosjean também foi mal e não pontuou em nenhuma das provas restantes, deixando os pontos da equipe a cargo de Fernando Alonso.

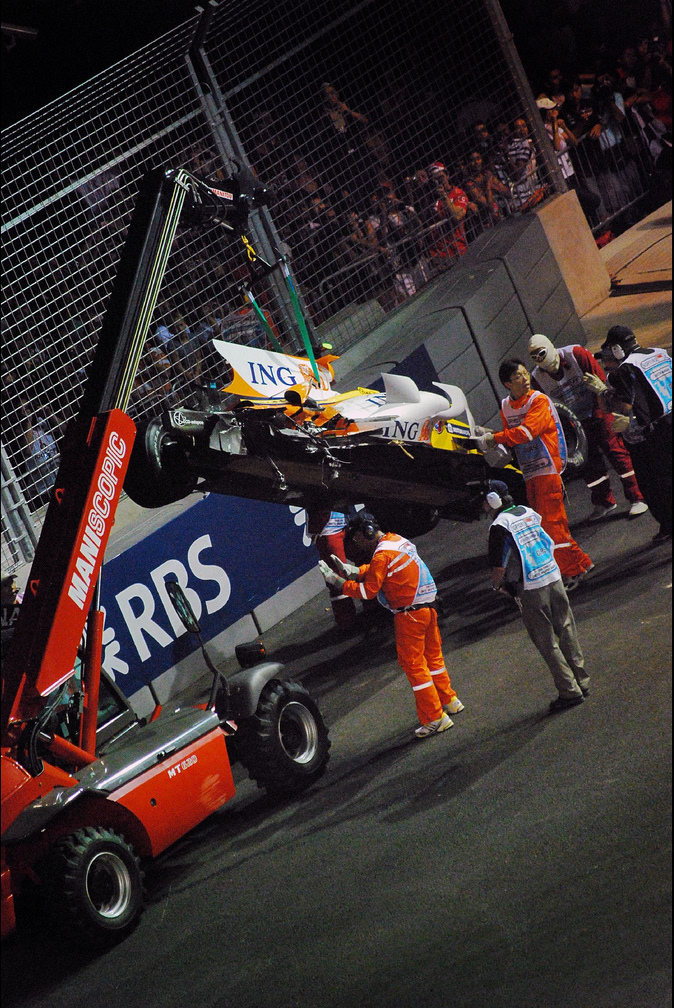
O carro de Nelson Piquet Jr. sendo removido da pista de Singapura em 2008

### Singapuragate
Em setembro de 2009, o piloto Nelson Angelo Piquet, após ser demitido da Renault, trouxe a público a denúncia de que a batida que deu com seu carro durante o GP de Singapura de 2008, ocorreu a pedido da direção da equipe, de maneira a que a entrada do safety car na pista e da bandeira amarela no circuito favorecessem o primeiro piloto da equipe e bicampeão mundial, Fernando Alonso, que acabou vencendo a prova.
Em 21 de setembro de 2009, após confirmar as denúncias, a FIA baniu o diretor da equipe, Flavio Briatore, da Fórmula 1 indefinidamente, e aplicou uma restrição sob condicional de dois anos à Renault, podendo a suspensão ser aplicada imediatamente caso ela cometa qualquer outra infração até a temporada de 2011.
No dia 24 de setembro, o banco holandês ING, principal patrocinador da equipe, anunciou a rescisão do contrato com a Renault. A empresa considerou que a conduta dos dirigentes foi muito grave e poderia afetar a imagem dos patrocinadores.

### A venda e a nova fase da equipe
Ao fim de 2009, a Renault vendeu a parte majoritária de sua equipe para um grupo de investimentos de Luxemburgo, a Genii Capital. Entretanto, a montadora ainda permaneceu com 25% da equipe e com o fornecimento de motores para a categoria, que foi confirmando quando a Red Bull Racing anunciou que permaneceria utilizando os motores Renault para 2010.
Robert Kubica foi contratado para o lugar de Alonso em 7 de outubro de 2009, porém com o acordo sobre a venda da equipe, Kubica e seu agente, Daniel Morelli, pediram esclarecimentos sobre os planos da equipe, agora sob uma nova gestão, para confirmar se o piloto permaneceria na mesma. Após os esclarecimentos, o agente de Kubica confirmou que o piloto permaneceria na Renault para 2010.
Em 5 de janeiro de 2010, Eric Boullier foi anunciado como novo chefe de equipe da Renault, substituindo Bob Bell, que retorna à sua antiga função de diretor técnico.
No dia 31 de janeiro de 2010, foi apresentada a nova pintura do carro da equipe, em um Renault F1 de 2009. O carro de 2010 foi apresentado apenas em 1 de fevereiro de 2010. Juntamente com as cores, foram apresentados pilotos: Vitaly Petrov, como piloto titular, ao lado de Robert Kubica; Ho-Pin Tung, como piloto de reserva;     Jérôme d'Ambrosio e Jan Charouz como pilotos de testes.

### Lotus Renault
No dia 8 de dezembro de 2010, foi anunciado um acordo entre a Renault, o Grupo Lotus e a Genii Capital, que comprou as ações restantes da equipe, no qual ela passou a se chamar Lotus Renault GP Team e, também, a competir sob uma licença inglesa a partir da temporada de 2011, Mas com o chassi da equipe continuando a receber apenas o nome Renault. O uso do nome Team Lotus gerou uma disputa jurídica entre esta equipe com a Lotus Racing que usava o nome Lotus desde o início da temporada de 2010 (e que foi renomeada para Team Lotus para disputar a temporada de 2011), diante do impasse, ambas as equipes acabaram participaram da temporada de 2011 com o nome Lotus. A questão só foi resolvida em novembro de 2011 quando a Team Lotus decidiu que iria usar o nome Caterham a partir da temporada de 2012.

### Nova fase apenas como fornecedora de motores
A partir da temporada de 2012, a equipe removeu o nome Renault e passou a se chamar Lotus F1 Team. Com a Renault permanecendo na Fórmula 1 como fornecedora de motores para a própria Lotus, além da Caterham, Red Bull Racing e Williams.

### O novo retorno como equipe
Após a Lotus F1 Team sofrer uma grave crise financeira, em 28 de setembro de 2015, a Renault Sport F1 anunciou a assinatura de uma carta de intenções entre o Grupo Renault e a Gravity Motorsports, de propriedade da Genii Capital, e, durante as semanas seguintes, uma operação de aquisição seria discutida para a equipe Lotus (que anteriormente era de propriedade da Renault até 2010), na esperança de que a equipe competisse na temporada de Fórmula 1 de 2016 como "Renault Sport Formula One Team".
Em 3 de dezembro de 2015, a Renault anunciou que havia comprado a escuderia de volta para a disputa da temporada de 2016.
Em dezembro de 2015, um porta voz da Renault havia confirmado que a equipe iria manter Pastor Maldonado e Jolyon Palmer, contratados pela Lotus, como sua dupla de pilotos para a temporada de 2016. Porém, problemas com o patrocinador de Maldonado a PDVSA que levaram a equipe a dispensar os serviços de Maldonado, contratando para seu lugar o dinamarquês Kevin Magnussen, ex-McLaren. Mas Magnussen foi dispensado no final da temporada seguinte, com a Renault apostando em Nico Hülkenberg para comandar seu processo de reestruturação. Palmer foi dispensado antes do término da temporada de 2017, com a Renault fazendo um acordo de empréstimo com a Toro Rosso. A equipe italiana passaria a usar motores da Renault, que receberia em troca o piloto espanhol Carlos Sainz Jr. a partir do GP dos EUA.
Ao final de 2018, Sainz perdeu seu lugar na Renault para Daniel Ricciardo, que vinha de vitórias na Red Bull. Em 2019, foi a vez de Hulkenberg ser substituído, com a Renault escolhendo Esteban Ocon, que era francês assim como a equipe. Em 2020, a última temporada da Renault com este nome, a equipe conquistou seus últimos pódios: dois terceiros lugares de Ricciardo em Eifel e Emília-Romanha e um segundo lugar de Ocon em Sakhir. Na última prova, em Abu-Dhabi, a Renault pontuou com seus dois carros, com Ricciardo terminando em sétimo e Ocon em nono.

### Renomeação da equipe e permanência como fornecedora de motores
Em 6 de setembro de 2020, a equipe Renault anunciou a alteração do seu nome de construtor para Alpine a partir da temporada de 2021, após uma reestruturação da organização interna das duas empresas com objetivo de promover a marca Alpine, uma subsidiária do grupo Renault. Com a montadora francesa permanecendo na categoria máxima do automobilismo mundial como fornecedora de motores para a própria equipe Alpine.
Em setembro de 2024, a Renault anunciou que seu projeto de motores terminaria após o final da temporada de 2025 da F1. Os funcionários da equipe tentaram protestar contra a decisão, erguendo faixas pedindo pela continuidade da Renault na categoria.

## Pilotos
| Renault                   | Renault                             | Renault    | Renault | Renault | Renault      | Renault                                           | Renault                                                              | Renault                     |
| Ano                       | Nome                                | Carro      | Pneus   | Motor   | Óleo         | Pilotos                                           | Pilotos de testes                                                    | Classificação Pontos        |
| ------------------------- | ----------------------------------- | ---------- | ------- | ------- | ------------ | ------------------------------------------------- | -------------------------------------------------------------------- | --------------------------- |
| 2020                      | Renault DP World F1 Team            | R.S.20     | P       | Renault | Castrol EDGE | Daniel Ricciardo Esteban Ocon                     | Guan Yu Zhou Sergey Sirotkin                                         | 5º lugar 181 pontos         |
| 2019                      | Renault F1 Team                     | R.S.19     | P       | Renault | Castrol EDGE | Daniel Ricciardo Nico Hülkenberg                  | Sergey Sirotkin Jack Aitken                                          | 5º lugar 91 pontos          |
| 2018                      | Renault Sport F1 Team               | R.S.18     | P       | Renault | Castrol EDGE | Nico Hülkenberg Carlos Sainz Jr.                  | Artem Markelov                                                       | 4º lugar 122 pontos         |
| 2017                      | Renault Sport F1 Team               | R.S.17     | P       | Renault | Castrol EDGE | Nico Hülkenberg Jolyon Palmer Carlos Sainz Jr.    | Sergey Sirotkin                                                      | 6º lugar 57 pontos          |
| 2016                      | Renault Sport F1 Team               | R.S.16     | P       | Renault | Total        | Kevin Magnussen Jolyon Palmer                     | Esteban Ocon                                                         | 9º lugar 8 pontos           |
| Não esteve de 2012 a 2015 |                                     |            |         |         |              |                                                   |                                                                      |                             |
| 2011                      | Lotus Renault GP                    | R31        | P       | Renault | Total        | Nick Heidfeld Bruno Senna Vitaly Petrov           | Bruno Senna Romain Grosjean Fairuz Fauzy Jan Charouz Ho-Pin Tung     | 5º lugar 73 pontos          |
| 2010                      | Renault F1 Team                     | R30        | B       | Renault | Total        | Robert Kubica Vitaly Petrov                       | Ho-Pin Tung Jérôme d'Ambrosio Jan Charouz                            | 5º lugar 163 pontos         |
| 2009                      | ING Renault F1 Team Renault F1 Team | R29        | B       | Renault | Total        | Fernando Alonso Nelson Piquet Jr. Romain Grosjean | Lucas Di Grassi Romain Grosjean                                      | 8º lugar 26 pontos          |
| 2008                      | ING Renault F1 Team                 | R28        | B       | Renault | Elf          | Fernando Alonso Nelson Piquet Jr.                 | Lucas Di Grassi Romain Grosjean Sakon Yamamoto                       | 4º lugar 80 pontos          |
| 2007                      | ING Renault F1 Team                 | R27        | B       | Renault | Elf          | Giancarlo Fisichella Heikki Kovalainen            | Nelson Piquet Jr. Ricardo Zonta                                      | 3º lugar 51 pontos          |
| 2006                      | Mild Seven Renault F1 Team          | R26        | M       | Renault | Elf          | Fernando Alonso Giancarlo Fisichella              | Heikki Kovalainen Jonathan Cochet José María López Nelson Piquet Jr. | Campeã 206 pontos           |
| 2005                      | Mild Seven Renault F1 Team          | R25        | M       | Renault | Elf          | Fernando Alonso Giancarlo Fisichella              | Franck Montagny Lucas di Grassi Robert Kubica Giorgio Mondini        | Campeã 191 pontos           |
| 2004                      | Mild Seven Renault F1 Team          | R24        | M       | Renault | Elf          | Fernando Alonso Jarno Trulli Jacques Villeneuve   | Franck Montagny Heikki Kovalainen                                    | 3º lugar 105 pontos         |
| 2003                      | Mild Seven Renault F1 Team          | R23 R23B   | M       | Renault | Elf          | Jarno Trulli Fernando Alonso                      | Allan McNish Franck Montagny                                         | 4º lugar 88 pontos          |
| 2002                      | Mild Seven Renault F1 Team          | R202       | M       | Renault | Elf          | Jarno Trulli Jenson Button                        | Fernando Alonso                                                      | 4º lugar 23 pontos          |
| Não esteve de 1986 a 2001 |                                     |            |         |         |              |                                                   |                                                                      |                             |
| 1985                      | Equipe Renault Elf                  | RE60 B     | G       | Renault | Elf          | Patrick Tambay Derek Warwick Francois Hesnault    |                                                                      | 7º lugar 16 pontos          |
| 1984                      | Equipe Renault Elf                  | RE50       | G       | Renault | Elf          | Patrick Tambay Derek Warwick Philippe Streiff     |                                                                      | 5º lugar 34 pontos          |
| 1983                      | Equipe Renault Elf                  | RE40 RE30C | M       | Renault | Elf          | Alain Prost Eddie Cheever                         |                                                                      | 2º lugar 79 pontos          |
| 1982                      | Equipe Renault Elf                  | RE30B      | M       | Renault | Elf          | Alain Prost René Arnoux                           |                                                                      | 3º lugar 62 pontos          |
| 1981                      | Equipe Renault Elf                  | RE30 RE20B | M       | Renault | Elf          | Alain Prost René Arnoux                           |                                                                      | 3º lugar 54 pontos          |
| 1980                      | Equipe Renault Elf                  | RE20       | M       | Renault | Elf          | Jean-Pierre Jabouille René Arnoux                 |                                                                      | 4º lugar 38 pontos          |
| 1979                      | Equipe Renault Elf                  | RS10       | M       | Renault | Elf          | Jean-Pierre Jabouille René Arnoux                 |                                                                      | 6º lugar 26 pontos          |
| 1978                      | Equipe Renault Elf                  | RS01       | M       | Renault | Elf          | Jean-Pierre Jabouille                             |                                                                      | 12º lugar (3 pts)           |
| 1977                      | Equipe Renault Elf                  | RS01       | M       | Renault | Elf          | Jean-Pierre Jabouille                             |                                                                      | NC (19º lugar) nenhum ponto |

## Renault Sport Academy
Como parte do retorno da empresa à Fórmula 1, foi criado uma academia de jovens pilotos, que é encarregada de encontrar futuros campeões mundiais de Fórmula 1 para a Renault Sport.

## Galeria

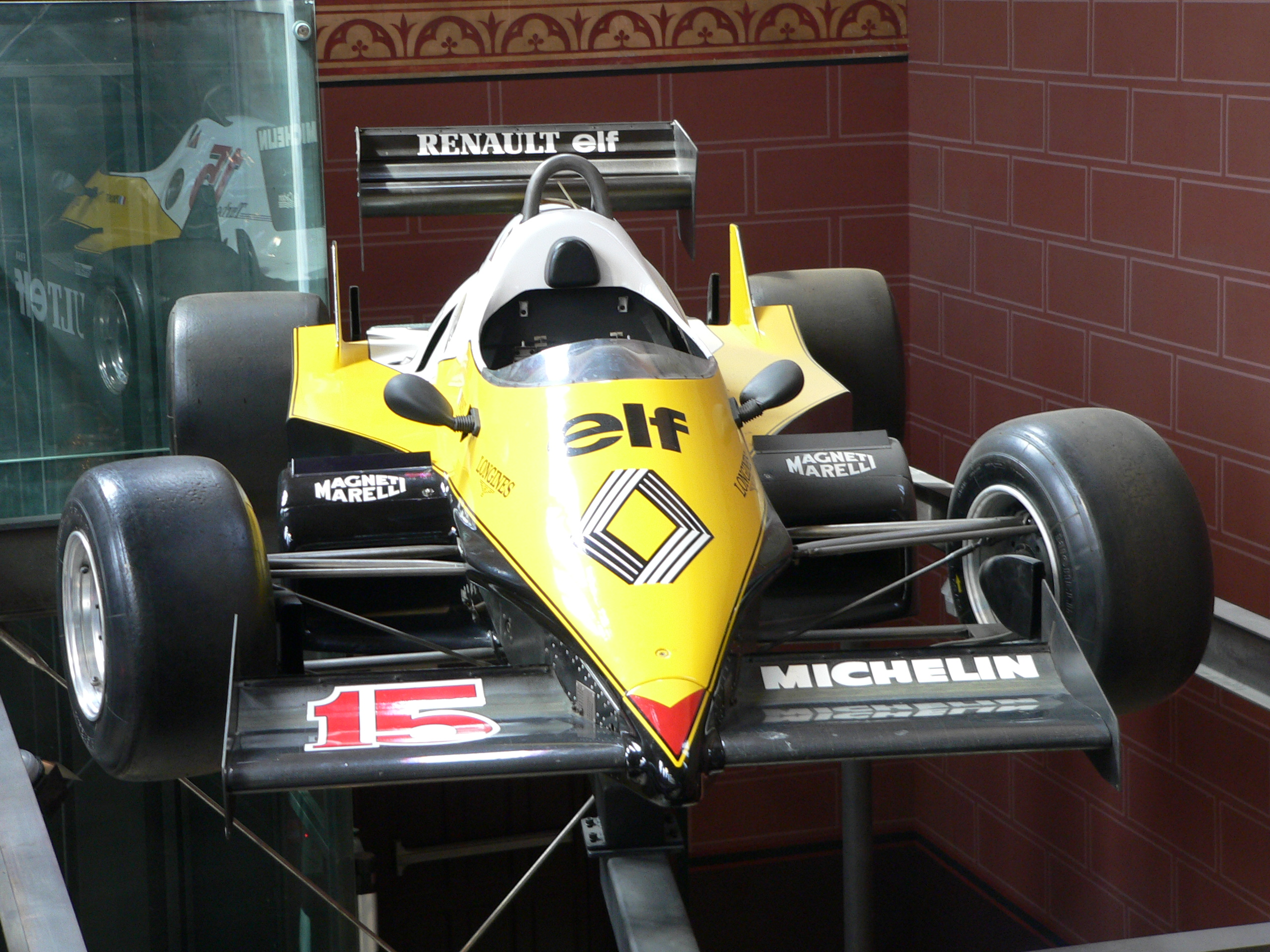
A Renault RE40 foi utilizada por Alain Prost e Eddie Cheever em 1983.
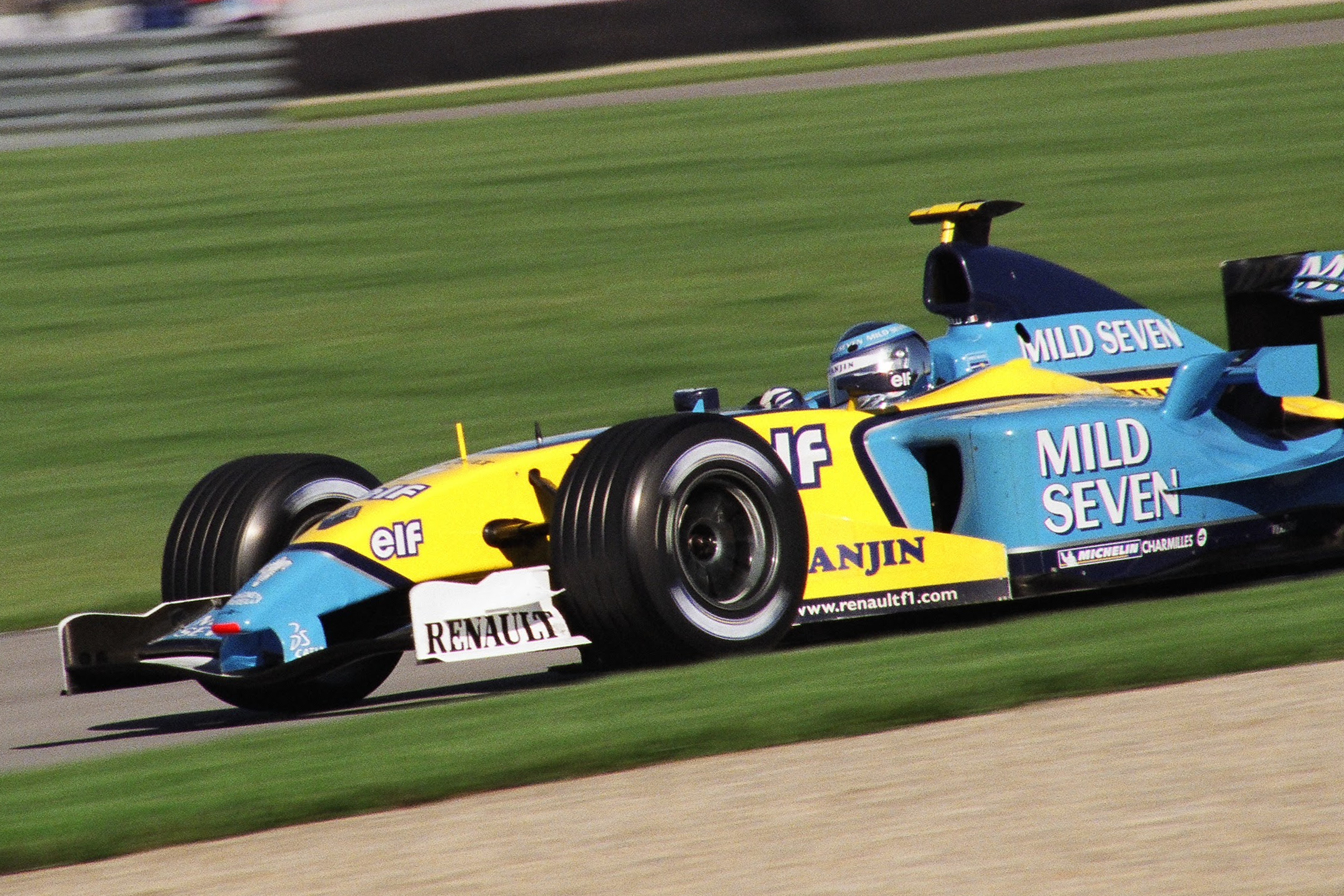
Jarno Trulli pilotando o modelo R23 no GP dos EUA de 2003.
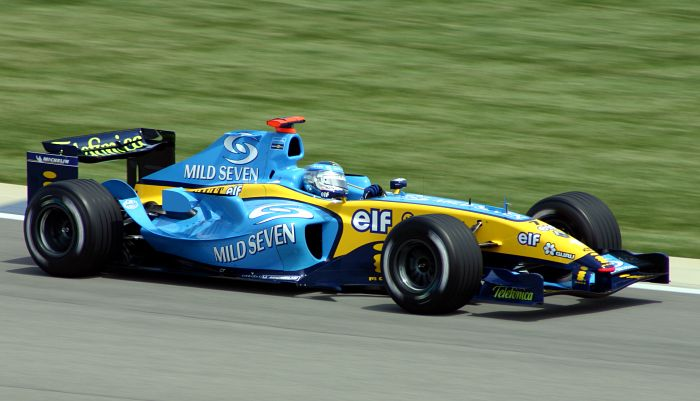
Jarno Trulli pilotando o modelo R24 no GP dos EUA de 2004.
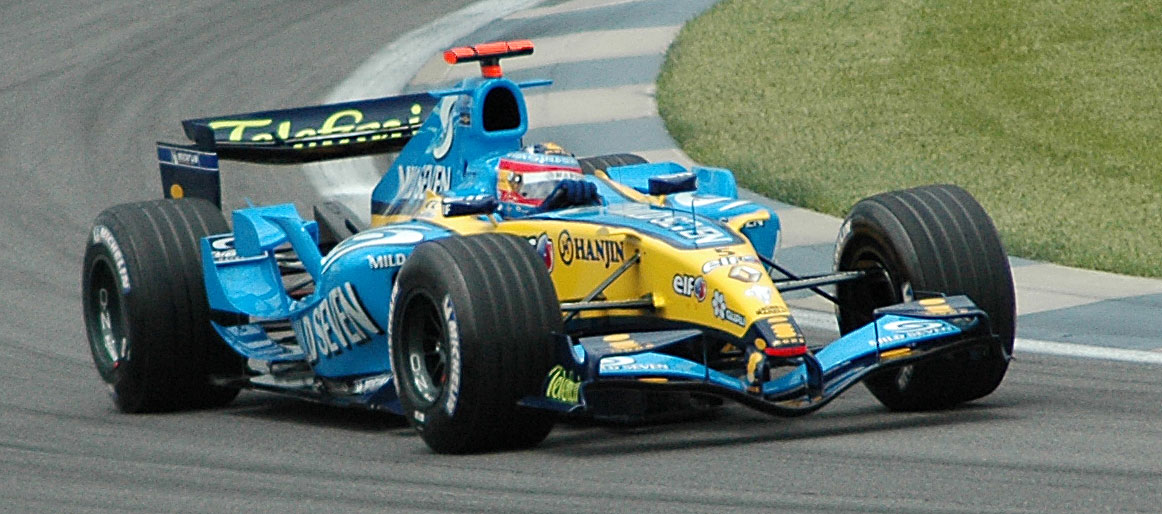
Fernando Alonso pilotando o modelo R25 no GP dos EUA de 2005.
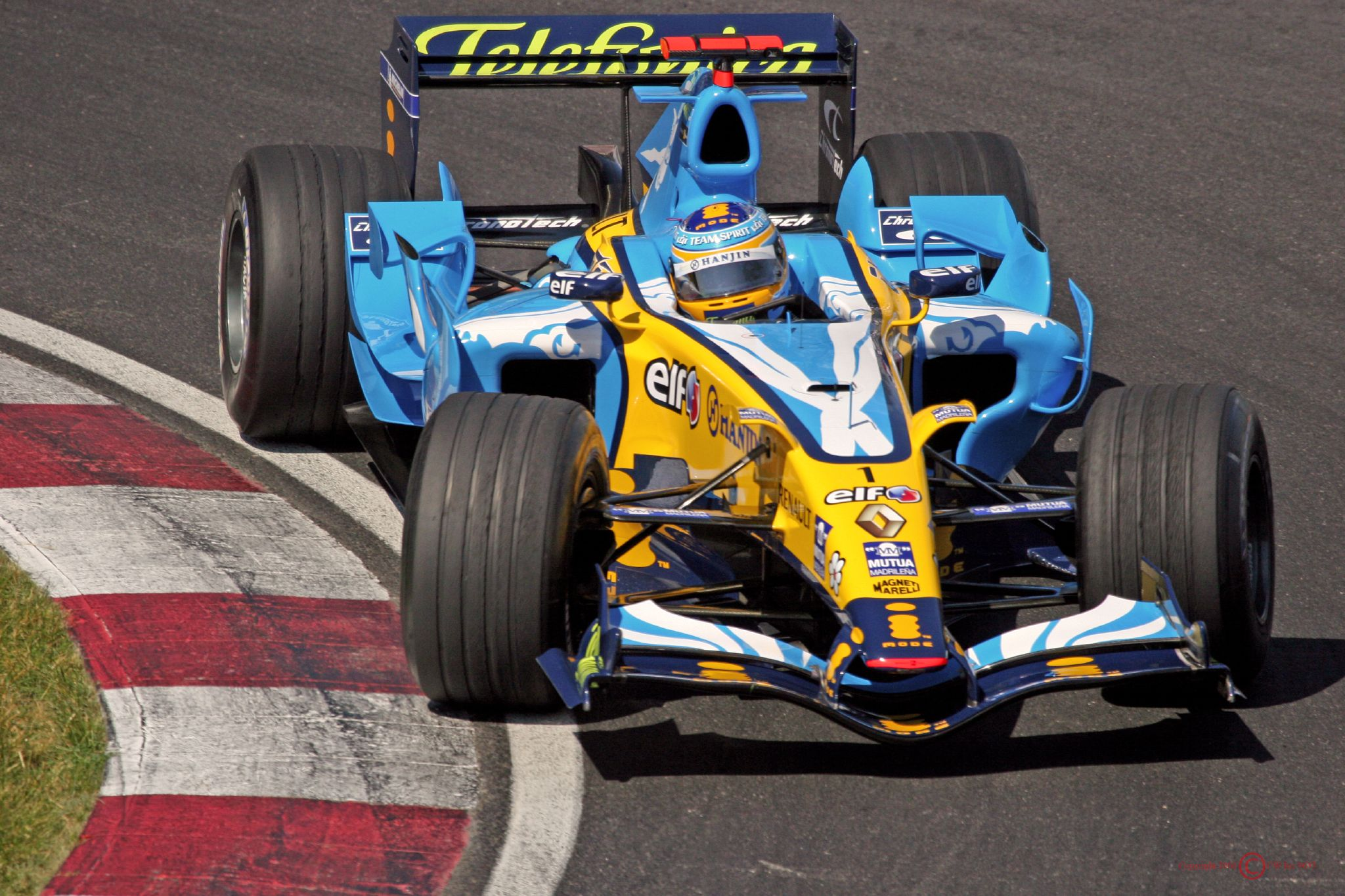
Fernando Alonso pilotando o modelo R26 no GP do Canadá de 2006.
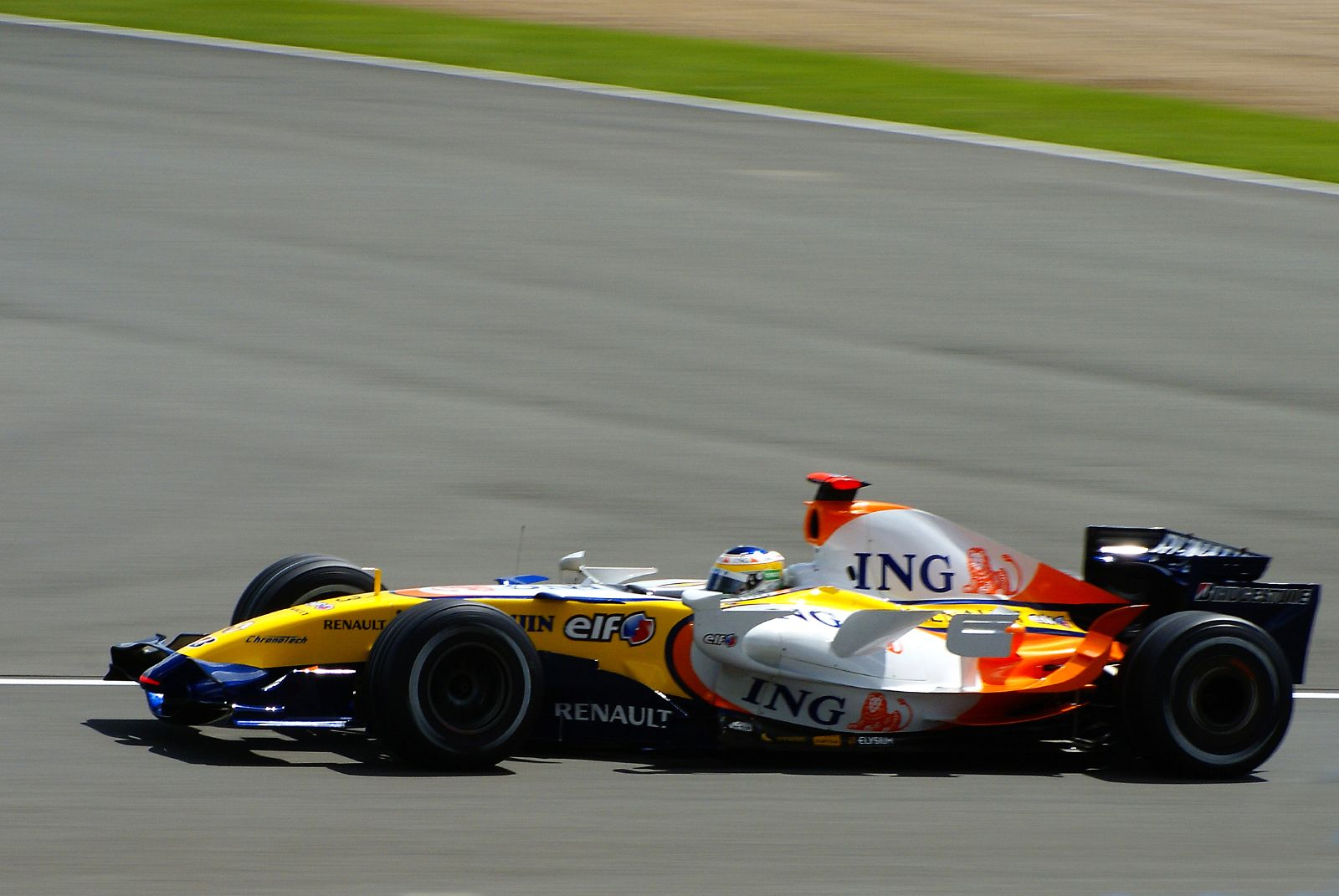
Giancarlo Fisichella pilotando o modelo R27 no GP da Grã-Bretanha de 2007.
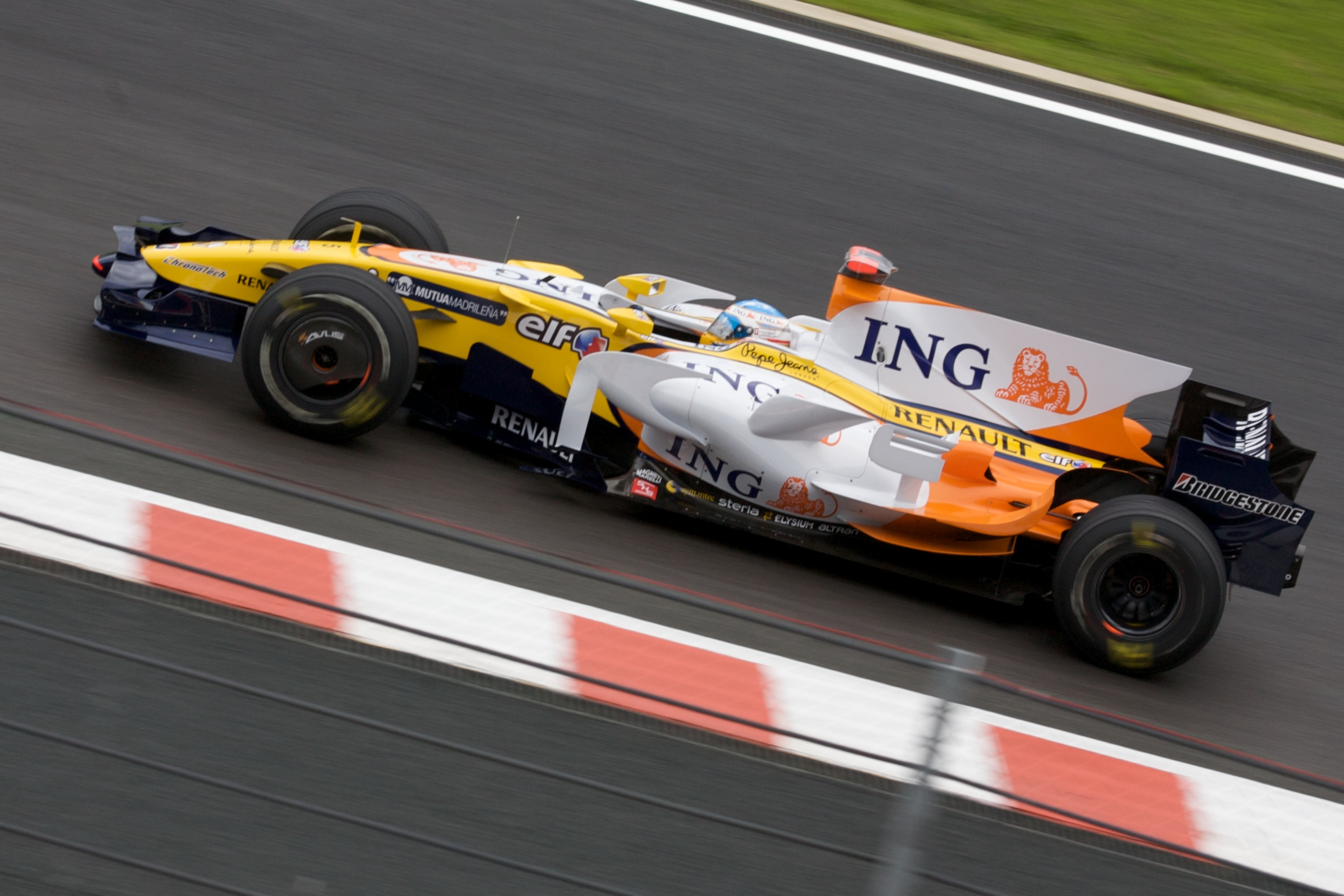
Fernando Alonso pilotando o modelo R28 no GP da Bélgica de 2008.
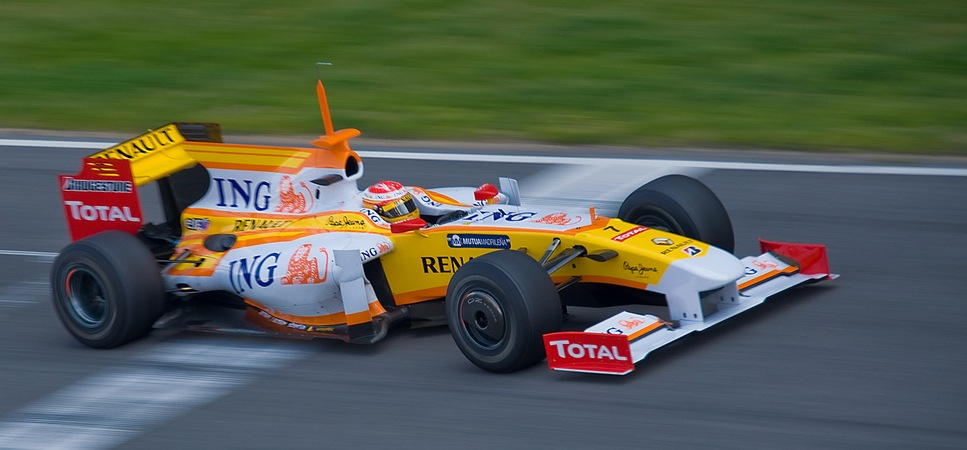
Fernando Alonso pilotando o modelo R29 em março de 2009 durante teste em Barcelona.
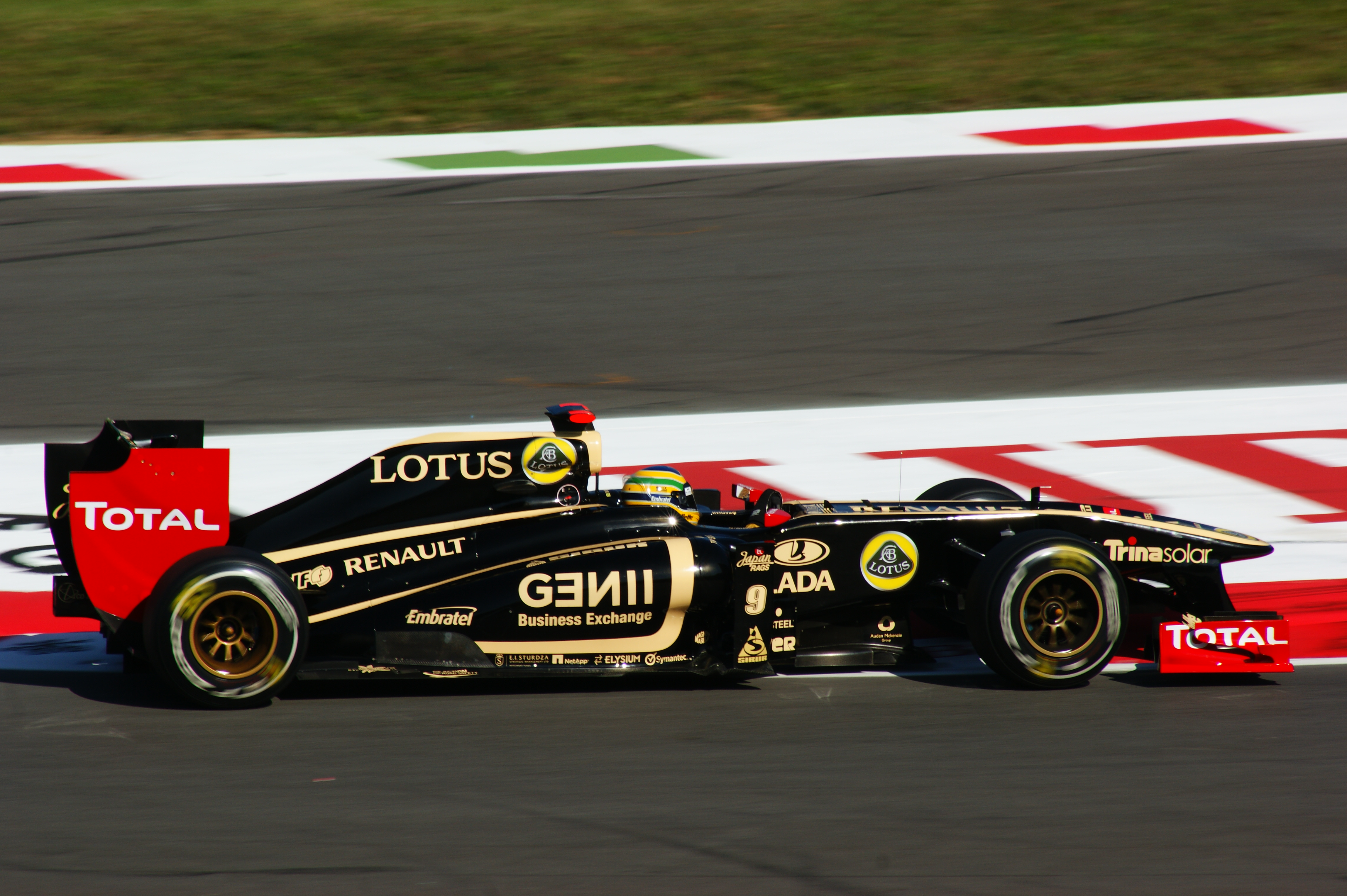
Bruno Senna guiando o R31 no Grande Prêmio da Itália de 2011
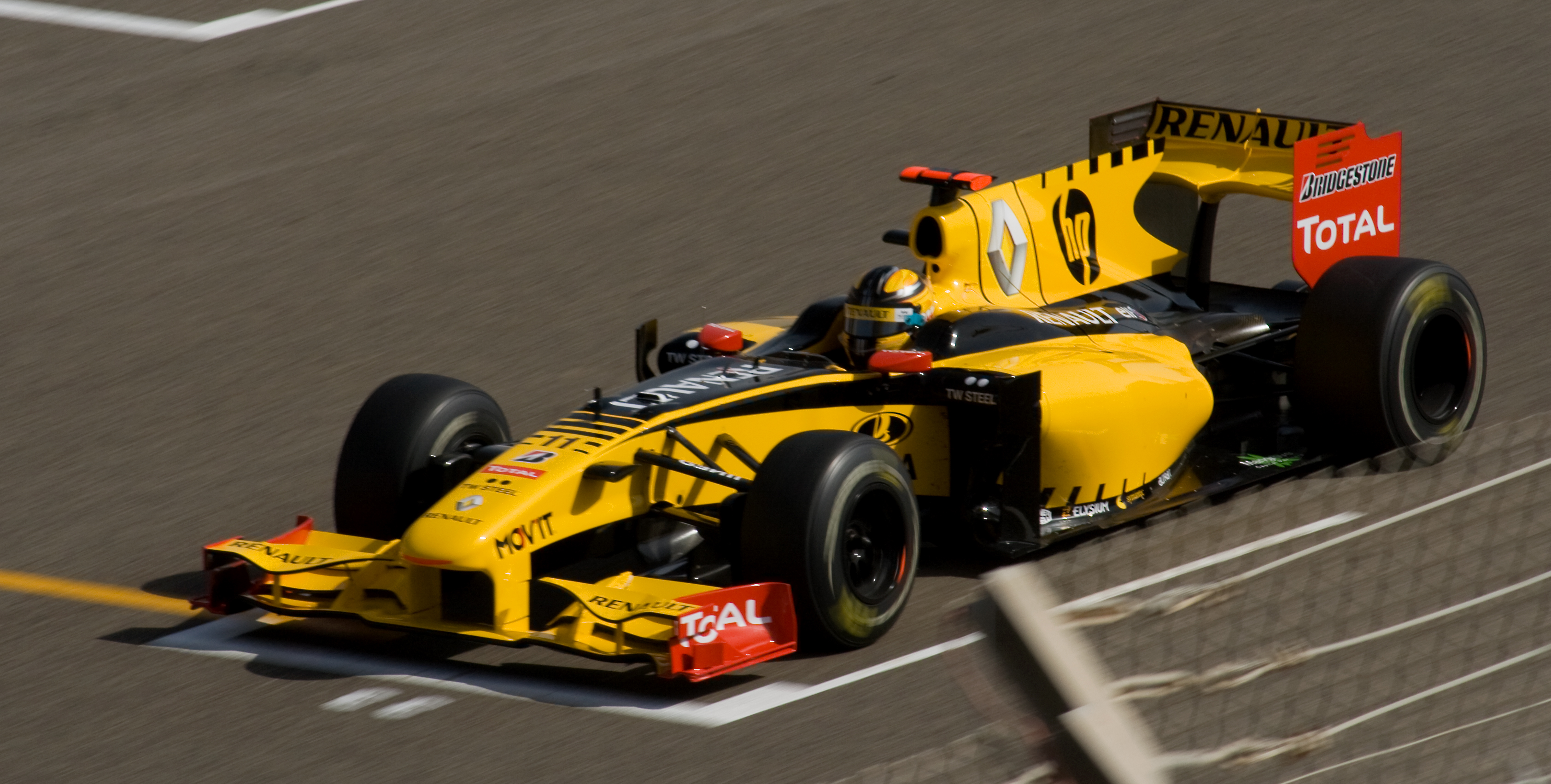
Robert Kubica pilotando o modelo R30 no Grande Prêmio do Barém de 2010.
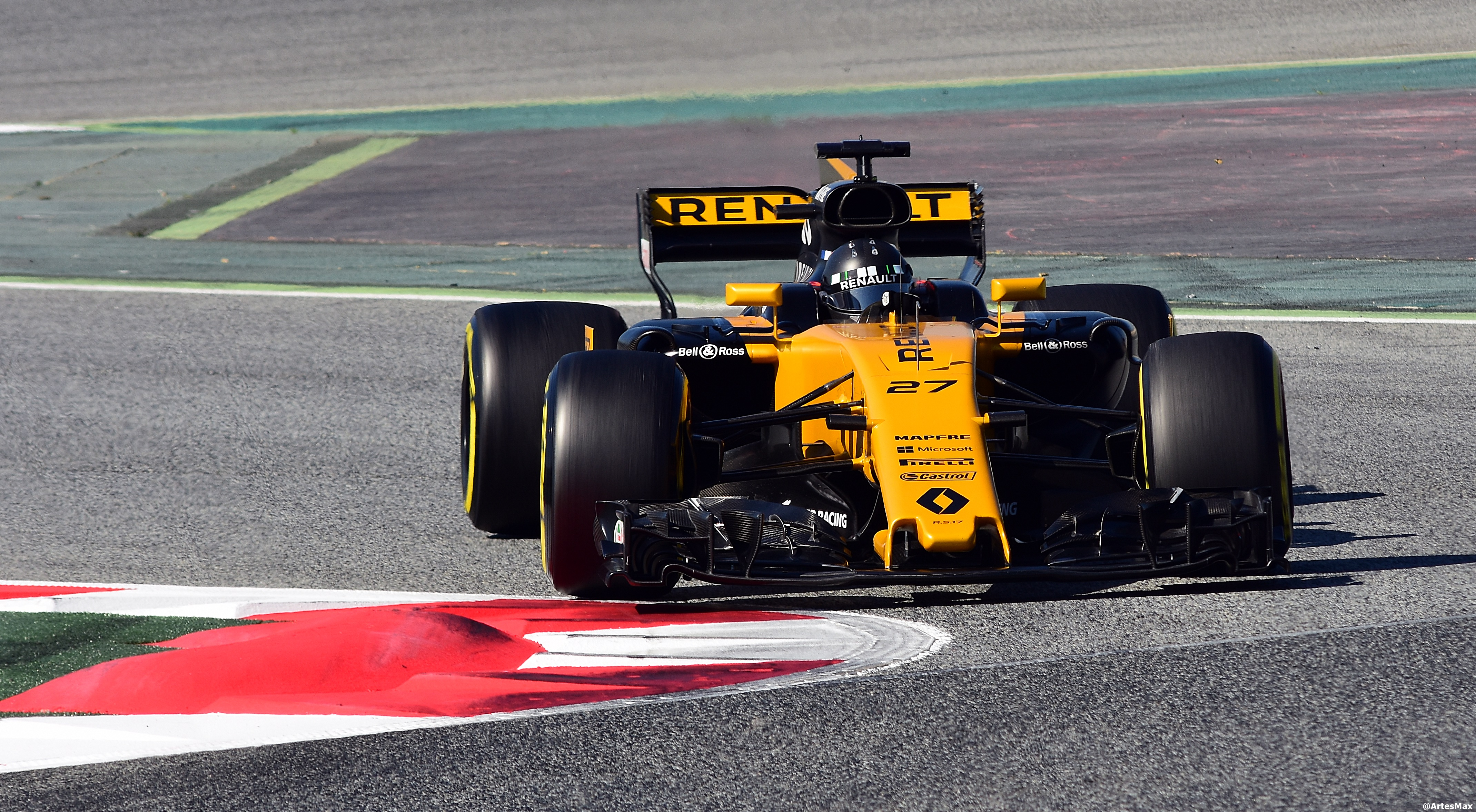
Nico Hülkenberg pilotando o modelo RS17 durante os testes em Barcelona.
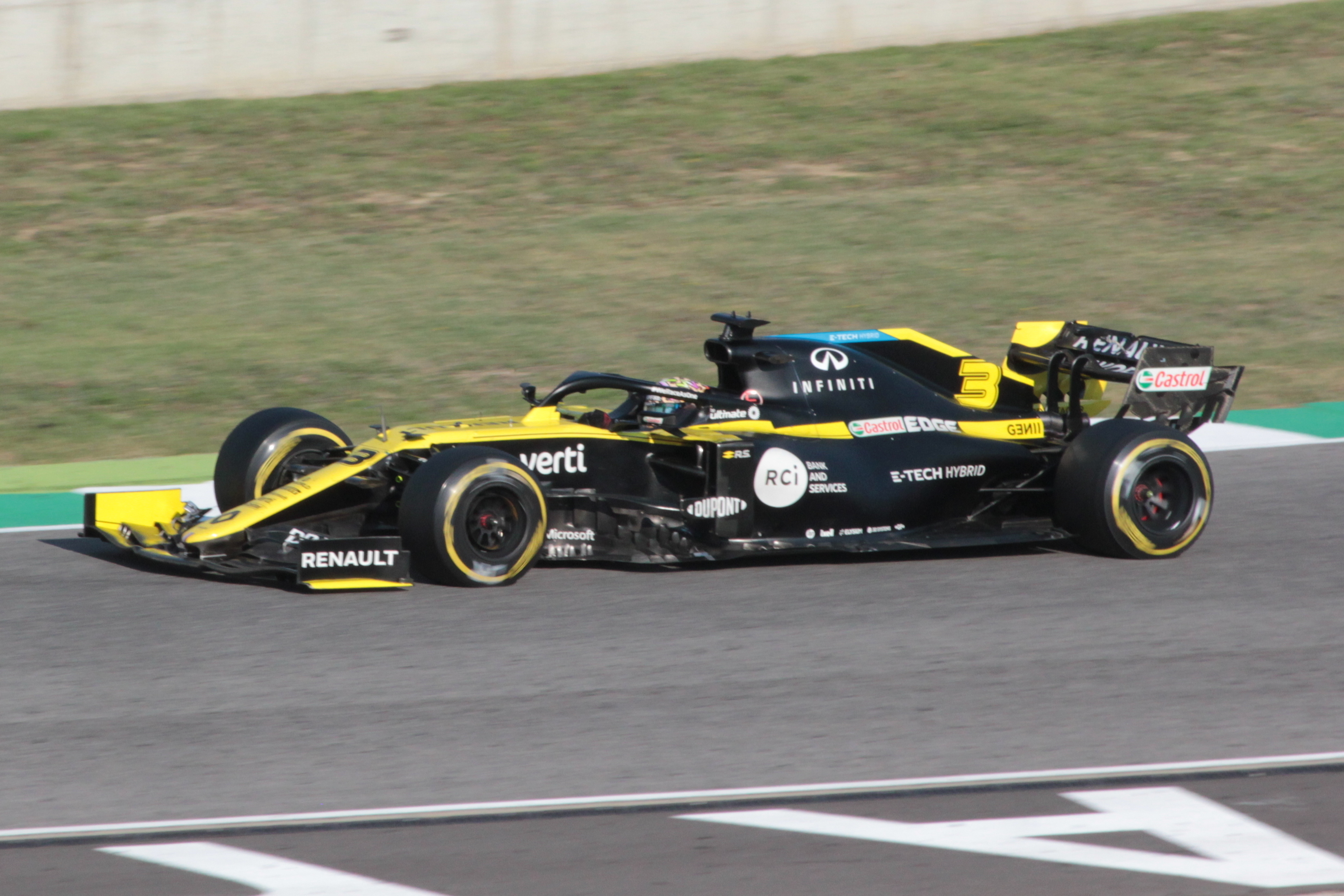
Daniel Ricciardo pilotando o R.S.20 durante o Grande Prêmio da Toscana de 2020

## Campeões Mundiais
| Campeonatos | Pilotos         | Temporadas |
| ----------- | --------------- | ---------- |
| 2           | Fernando Alonso | 2005, 2006 |

## Resumo da Equipe
- 2020: 17 GPs; 3 pódios; 181 pontos, 5º no mundial
- 2019: 21 GPs; 91 pontos, 5º no mundial
- 2018: 21 GPs; 122 pontos, 4º no mundial
- 2017: 20 GPs; 57 pontos, 6º no mundial
- 2016: 21 GPs; 8 pontos, 9º no mundial
- 2011: 19 GPs; 2 pódios; 73 pontos, 5º no mundial
- 2010: 19 GPs; 3 pódios; 163 pontos, 5º no mundial
- 2009: 17 GPs; 1 pódio; 1 pole; 26 pontos, 8° no mundial
- 2008: 18 GPs; 2 vitórias; 80 pontos, 4° no mundial
- 2007: 17 GPs; 1 pódio; 51 pontos, 3° no mundial
- 2006: 18 GPs; 8 vitórias; 7 poles; 206 pontos, campeã mundial
- 2005: 19 GPs; 8 vitórias; 7 poles; 191 pontos, campeã mundial
- 2004: 18 GPs; 1 vitória; 3 poles; 105 pontos, 3º no mundial.
- 2003: 16 GPs; 1 vitória; 1 pole; 88 pontos, 4º no mundial.
- 2002: 17 GPs; 23 pontos, 4º no mundial
- 1985: 15 GPs; 16 pontos, 7º no mundial
- 1984: 16 GPs; 1 pole; 34 pontos, 5º no mundial
- 1983: 15 GPs; 4 vitórias; 3 poles; 79 pontos, 2º no mundial
- 1982: 16 GPs; 4 vitórias; 10 poles; 62 pontos, 3º no mundial
- 1981: 15 GPs; 3 vitórias; 6 poles; 54 pontos, 3º no mundial
- 1980: 14 GPs; 3 vitórias; 5 poles; 38 pontos, 4º no mundial
- 1979: 15 GPs; 1 vitória; 6 poles; 26 pontos, 6º no mundial
- 1978: 14 GPs; 3 pontos, 12º no mundial
- 1977: 5 GPs; Não pontuou

## Vitórias por piloto
Alonso: 17
Prost: 9
René Arnoux: 4
Fisichella: 2
Jean-Pierre Jabouille: 2
Trulli: 1